# Mine M15
 (août 2024).

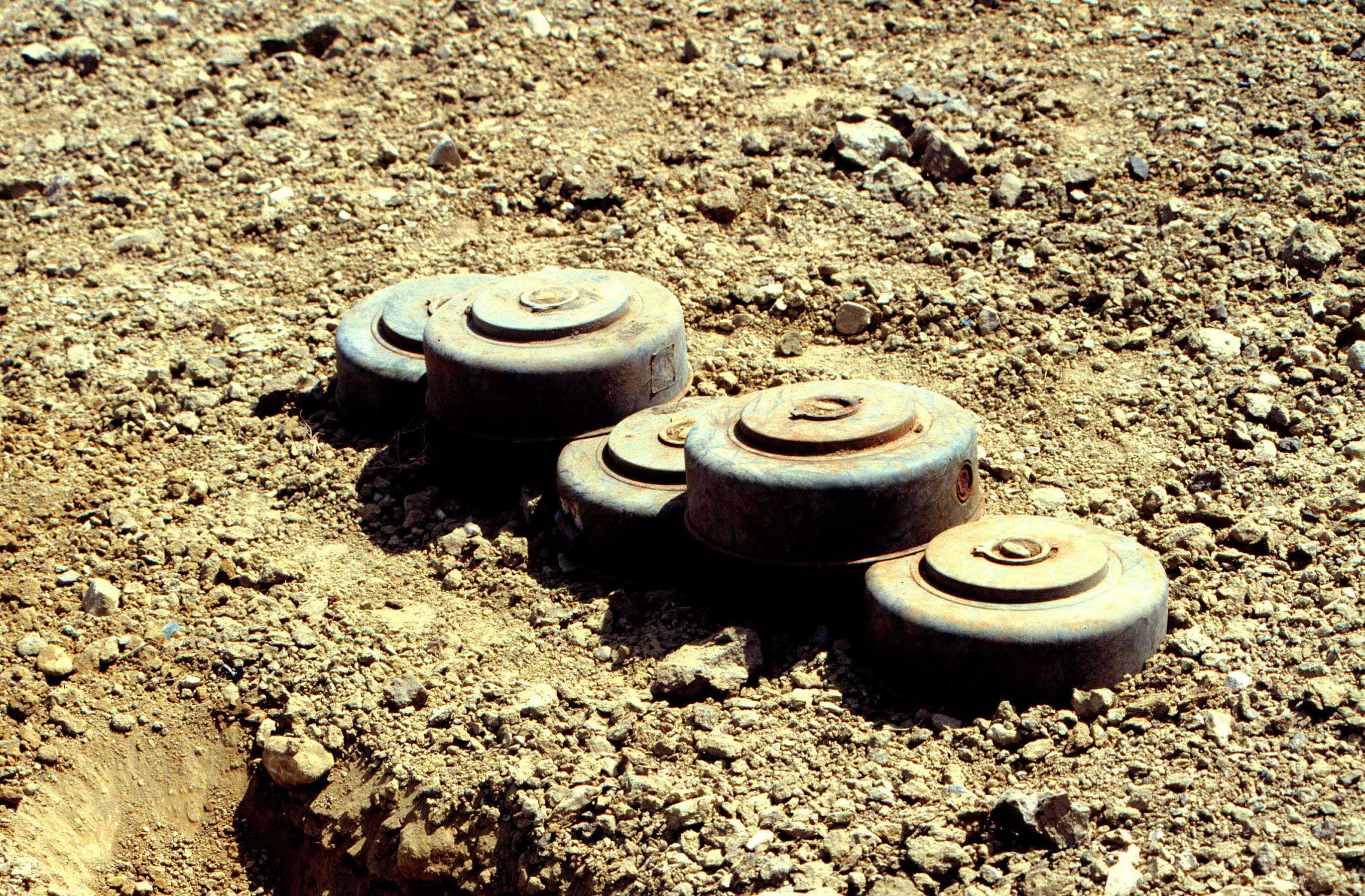
Cinq mines terrestres M15 récupérées dans un champ de mines de la base navale de la baie de Guantánamo attendent d’être détruites en 1997. Les deux mines supérieures montrent des puits de mise à feu supplémentaires

La mine M15 est une grande mine antichar circulaire des États-Unis, déployée pour la première fois pendant la guerre de Corée. Elle est acquise pour la dernière lors de l'année fiscale 1952.
Il s’agit essentiellement d’une version plus grande de la mine antichar M6A2, qu’elle a remplacée. Bien que la M15 ait été remplacée par la mine M19 (une mine de conception plus moderne, à boîtier en plastique et quantité de métal minimale), les États-Unis conservent d’importants stocks[Quand ?] de M15 car elles sont toujours considérées comme des armes fiables et efficaces. Lorsqu’elle est utilisée contre des chars de combat lourds, la M15 est avant tout une « briseuse de chenilles » qui crée des destructions handicapant la mobilité, mais elle a une probabilité relativement faible de causer la mort de l’équipage. Cependant, lorsqu’elle est utilisée contre des véhicules légers tels que les véhicules blindés de transport de troupes ou des véhicules non blindés tels que les camions, les dégâts qu’elle peut infliger sont beaucoup plus graves.

## Description

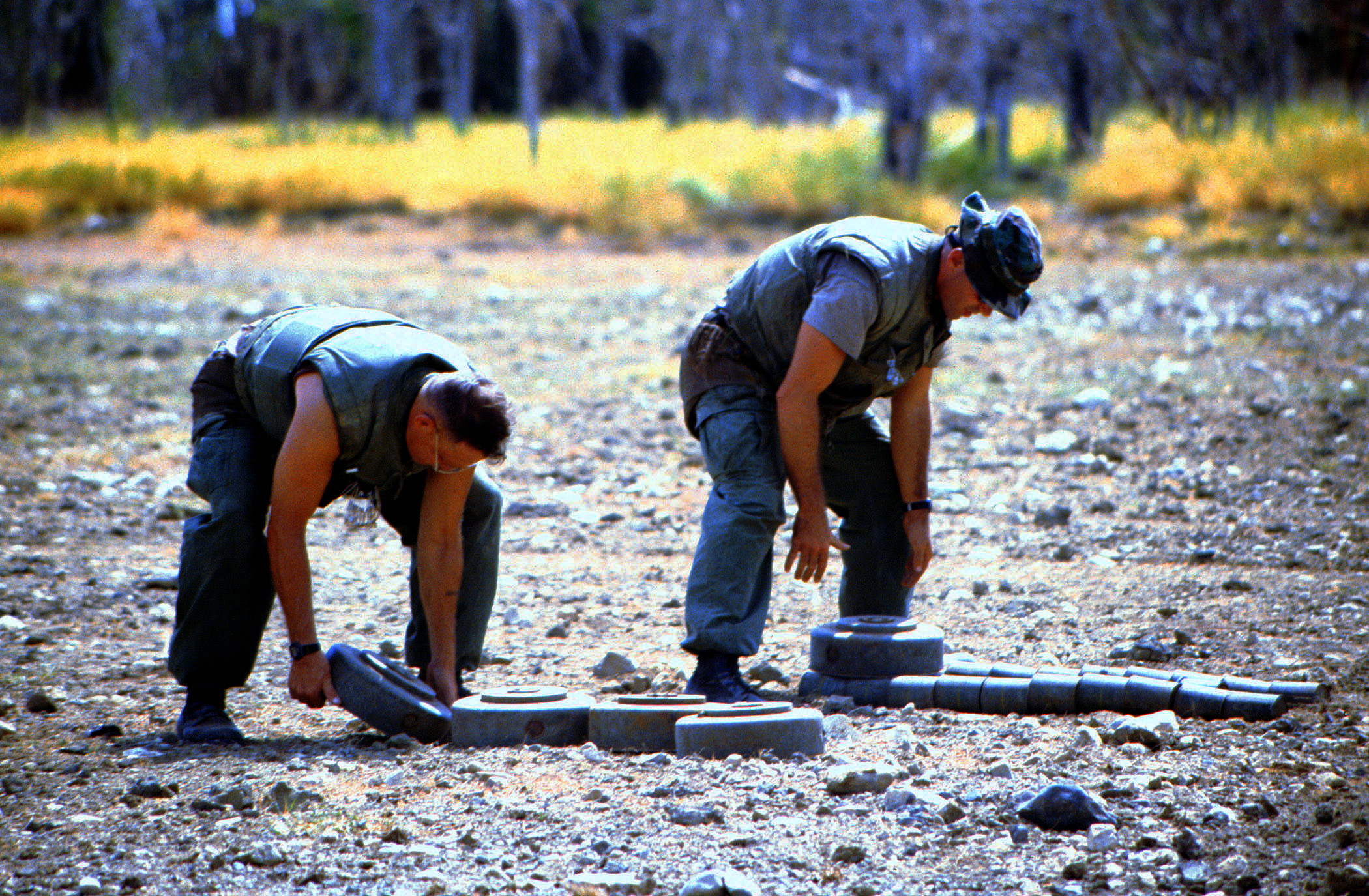
Des mines M15 retirées d’un champ de mines cubain sont empilées en vue de leur élimination. Trois d’entre elles montrent des puits de fusée supplémentaires sur le côté

La mine se compose d’un grand boîtier circulaire arrondi en acier, avec une plaque de pression centrale. Au centre de la plaque de pression se trouve le bouchon d’armement M4, qui dispose d’un levier d’armement qui peut être réglé sur « ARMED » ou « SAFE ». La plaque de pression repose sur un ressort Belleville, qui à son tour repose directement sur la fusée M603. Lorsqu’une pression vers le bas suffisante est appliquée sur la plaque de pression (c’est-à-dire lorsqu’un véhicule roule dessus), le ressort en accordéon est comprimé. Cette action transfère la pression sur la fusée M603 qui se déclenche, déclenchant la détonation. Parce que cette mine a un boîtier métallique, il est très facile de la trouver en utilisant même le détecteur de métaux le plus basique. Cependant, un facteur de complication est posé par les deux puits de mise à feu secondaires. Ceux-ci permettent d’installer des dispositifs anti-manipulation : un sur le côté de la mine et un en dessous. En outre, un champ de mines contenant des mines M15 peut également contenir un certain nombre de mines M19 à base de métaux minimum, ainsi que diverses mines antipersonnel de différents types (par exemple, les VS-MK2, SB-33, TS-50, PMA-2 ou PMA-3), qui sont toutes spécialement conçues pour être difficiles à trouver à l’aide de détecteurs de mines métalliques.

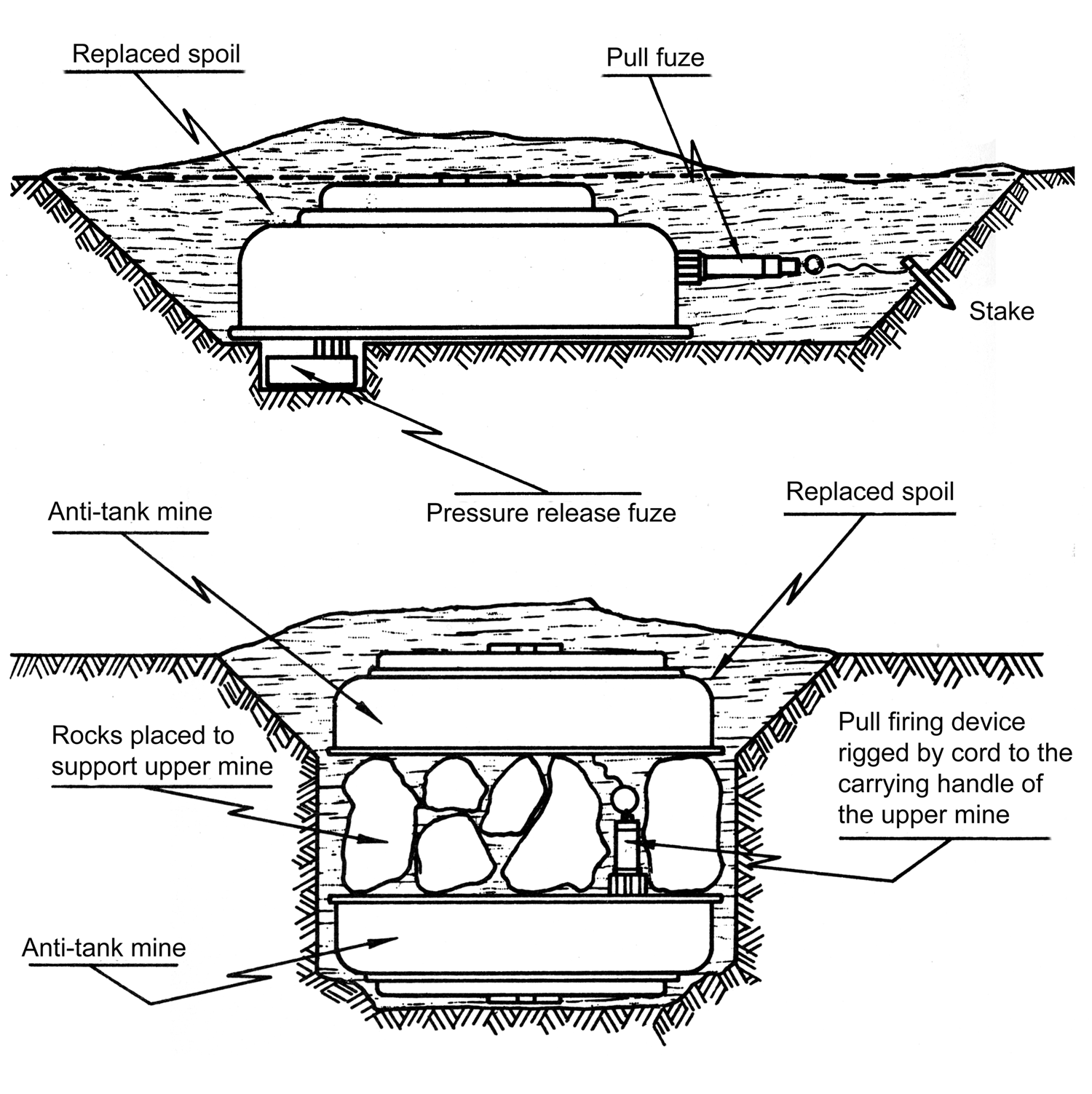
Configuration typique des dispositifs anti-manipulation utilisés avec les mines M15. Le schéma du haut montre une fusée de traction vissée dans un puits de fusée secondaire sur le côté de la mine. De plus, un dispositif anti-soulèvement M5 a été vissé dans un autre puits de mise à feu, caché sous la mine. Un démineur inexpérimenté peut détecter et mettre en sécurité la fusée de traction, mais être ensuite tué lorsqu’il soulèvera la mine, déclenchant le dispositif de mise à feu M5 situé en dessous.
Le schéma du bas montre deux mines terrestres antichars reliées par une corde attachée à la poignée de transport de la mine supérieure. Le cordon est attaché à une fusée de traction installée dans un puits de mise à feu secondaire dans la mine du bas.

## Fusées
La mine M15 devait à l’origine être équipée de la fusée à impulsion unique M600, qui contenait une ampoule en verre d’explosif liquide. Malheureusement, la fusée M600 était sensible aux variations de température et donc peu fiable. Par exemple, les températures glaciales rendaient la mine inerte lorsque le liquide gelait, tandis que des températures supérieures à 50 degrés Celsius pouvaient provoquer l’explosion spontanée de la fusée. Tout aussi problématique était le fait que les fusées M600 étaient intrinsèquement instables, ce qui les rendait dangereuses à manipuler, en particulier après avoir été stockées pendant un certain temps.
En raison de ces lacunes, la fusée chimique M600 a été retirée du service vers 1953 et remplacée par la fusée à impulsion unique M603, qui utilise un mécanisme de déclenchement mécanique, c’est-à-dire une rondelle ressort. La fusée M603 est intrinsèquement sûre à manipuler et beaucoup plus fiable. En plus de la fusée M603 standard, deux fusées supplémentaires sont disponibles : la fusée à tige basculante M624 (qui offre une capacité d’attaque sur toute la largeur) et la fusée à double impulsion M608. La fusée M624 nécessite une pression de 3,75 livres pour déplacer la tige d’inclinaison, et la mine explose une fois qu’elle dépasse 20 degrés d’inclinaison. La fusée à double impulsion M608 ne fera pas exploser la mine lorsque le premier char passera dessus : au lieu de cela, elle s’arme simplement, afin que la mine explose lorsque le deuxième véhicule (par exemple un véhicule de transport de troupes ou peut-être un camion remorquant un obusier) suivant les traces du premier char passe dessus – un événement qui peut se produire quelques secondes, des heures, voire des semaines plus tard. La fusée à double impulsion M608 est particulièrement utile lorsqu’elle est installée sur des mines situées sur les bords extérieurs des champs de mines, car elle donne aux chars un faux sentiment de sécurité. Le char de tête, par exemple, peut enfoncer plus de 30 mines équipées de fusées à double impulsion sans en faire exploser aucune. Cela attire les autres chars profondément dans le champ de mines, où ils finissent par déclencher des mines équipées de la fusée M603 ou M624 (qui fonctionnent toutes deux exclusivement en mode à impulsion unique) et se retrouvent piégés. Les tentatives de récupération des chars ou de sauvetage des victimes sont entravées par le fait que les mines équipées de M608 qui avaient été précédemment écrasées fonctionnent maintenant en mode à impulsion unique, et aussi parce que les champs de mines contenant des mines M15 contiennent généralement également diverses mines antipersonnel, par exemple la mine M14 et la mine périphérique M16. Un autre avantage des fusées à double impulsion est qu’elles offrent aux mines un certain degré de protection contre les techniques de dégagement qui utilisent des systèmes de surpression de souffle d’une explosion ou de rouleaux de déminage.

## Utilisateurs
Les États-Unis détiennent des vastes stocks de cette mine. En 1984, environ 1 904 000 mines M15 étaient en stock, dont environ 70 % étaient en état de service.